# Идрис Деби
Идрис Деби Итно (Idriss Déby Itno; Фада, 18. јун 1952 — 20. април 2021) је био 6. председник Републике Чад од 1990. до 2021. године.

## Биографија
Рођен је у месту Фада. Након основне и средње школе, отишао је у Нџамену где је похађао официрску академију. Школовао се и у иностранству. Био је одан управи председника Малума, док централна власт није пропала 1979. године.
Касније је своје богатство везао уз Исен Абреа, једног од најугледнијих чадских војсковођа, касније и председника. Постао је Абреов главни војни саветник, а касније се с њим сукобио и сам се попео на власт.
Имао је и сукобе са Суданом, иако је баш из Судана покренуо побуну против Абреа. Владао је као диктатор, и након што је одслужио два мандата колико је по Уставу било могуће, променио је Устав и укинуо то ограничење.
Сукобио се са великим западним компанијама, рекавши да народ Чада купи мрвице, а да Запад није спреман да плати 482 милиона долара пореза.
Дан након што је освојио шести мандат за председника преминуо је од последица рањавања. Деби је рањен током обиласка трупа на северу земље. Наиме, побуњеници са севера државе напредовали су према главном граду прешавши више од стотину километара, након чега је Деби одлучио да оде на фронт како би лично преузео команду и подигао морал трупа. Убрзо након доласка на фронт, рањен је и то из стрељачког оружја од стране припадника побуњеничког „Фронта за промене и слогу”. Одмах након његове смрти, распуштен је парламент, а формирана привремена војна управа.